# Rio Luai
O rio Luai é um curso de água de Angola que faz parte da Vertente Atlântica.